# Timotheus Compenius
Timotheus Compenius (* um 1550; † um 1608) war ein deutscher Organist und Orgelbauer.

## Leben
Timotheus Compenius wurde als Sohn des Orgelbauers Heinrich Compenius des Älteren und Bruder des berühmten Esaias Compenius dem Älteren geboren. In älterer Literatur wird er als Bruder Heinrichs bezeichnet, seine Abstammung ist jedoch inzwischen nachgewiesen. 1585 wurde er Organist in Staffelstein und heiratete dort. Seit seiner Mitarbeit beim Orgelneubau seines Vaters in Fritzlar (1588) trat er als Orgelbauer auf. 1597/1598 musste er als protestantischer Kirchenmusiker im Zuge der Gegenreformation seine Stelle in Staffelstein aufgeben und wich nach Königsberg in Bayern aus, wo er bis 1608 nachgewiesen ist.
Wie sein Bruder Esaias bevorzugte Timotheus die Schleiflade gegenüber der Springlade. Er verfasste 1597 die Schrift Ördentliche Specification und Verzeichnung zur Zusammenziehung der underschiedlichen Register, eine Anleitung zum Registrieren.

## Nachgewiesene Werke
| Jahr      | Ort          | Kirche         | Bild | Manuale | Register | Bemerkungen                                                                                      |
| --------- | ------------ | -------------- | ---- | ------- | -------- | ------------------------------------------------------------------------------------------------ |
| 1588–1590 | Fritzlar     | Fritzlarer Dom |      | II/P    | 27       | Mitarbeit bei seinem Vater; nicht erhalten                                                       |
| 1593      | Staffelstein |                |      |         |          | Reparatur                                                                                        |
| 1594      | Eggolsheim   |                |      |         |          | Neubau                                                                                           |
| 1594      | Waischenfeld |                |      |         |          | Neubau                                                                                           |
| 1596–1597 | Bayreuth     | Stadtkirche    |      | I/P     | 15       | Erweiterung der Orgel von Hermann Raphael Rodensteen (1572–1573) um ein Pedal mit vier Registern |
| 1599      | Creußen      |                |      | I       | 6 ?      | Vollendung eines Neubaus ohne Pedal                                                              |
| 1599      | Bayreuth     | Spitalkirche   |      |         |          | nicht näher bekannte Arbeiten                                                                    |
| 1601      | Kitzingen    |                |      |         |          | Erweiterung um ein freies Pedal mit einem Subbass 16′                                            |
| 1602      | Würzburg     | St. Stephan    |      |         |          | Reparatur                                                                                        |
| 1605–1607 | Hof          | Stadtkirche    |      | II/P    | 20       | Neubau im Gehäuse der Vorgängerorgel                                                             |